# Selecció de futbol d'Austràlia
La selecció de futbol d'Austràlia és l'equip representatiu d'eixe país per a la pràctica d'eixe esport. La selecció és dirigida per la Federació de Futbol d'Austràlia.
Coneguts com els Socceroos (terme que barreja les paraules en anglès, soccer (futbol) i kangaroo (cangur), que en català seria alguna cosa com "els cangurs del futbol"), Austràlia ha participat en dos Copes Mundials: el 1974 i el 2006, ambdues celebrades a Alemanya. Durant molts anys, Austràlia va liderar el futbol d'Oceania, en tant que membre de l'OFC des de la seua fundació. En els torneigs organitzats per aquesta confederació, Austràlia va assolir impressionants resultats en competir contra adversaris de molt baixa qualitat; exemple d'açò va ser la golejada més gran en la història en derrotar per 31:0 el combinat de la Samoa Americana, l'11 d'abril de 2001. No obstant això, els resultats esmentats no es reflectien en el futbol mundial on Austràlia romania com un equip de tercer nivell. Davant la falta de competitivitat de l'OFC (on només Nova Zelanda apareixia com un rival amb certa importància), Austràlia va renunciar el 2006 a l'OFC i es va integrar a la Confederació Asiàtica de Futbol com a manera de participar en torneigs més competitius que permeten el seu desenvolupament esportiu.
Malgrat que Austràlia és un país amb una àmplia cultura esportiva, el futbol s'ha mantingut en un lloc secundari enfront d'altres esports, com el rugbi o el futbol australià. Molts jugadors han preferit emigrar i integrar esquadres de països d'origen familiar (preferentment Anglaterra o Croàcia, en veure que en el seu país natal no hi havia possibilitats per a desenvolupar-se professionalment. No obstant això, en l'últim temps i principalment després de la classificació a Alemanya 2006, el futbol va començar a popularitzar-se en el país: la Federació va començar a promoure l'esport i fins i tot va canviar el seu nom de Soccer Australia a Football Federation Australia com a forma d'adoptar la terminologia internacional, i va ser creada la A-League per a revitalitzar la competició interna. La classificació va ser seguida per milions d'australians i la participació en la Copa Mundial va arribar audiències històriques a pesar que els partits van ser transmesos durant la matinada: el partit davant Japó va ser vist per 3,35 milions de persones, superant fins i tot la presentació de Ian Thorpe als Jocs Olímpics de Sydney 2000.

## Història
La selecció australiana va ser fundada en 1922, organitzant diversos partits amb països com Nova Zelanda, Sud-àfrica i Xina. L'aïllament d'aquest país pel que fa al món més avançat futbolísticament va produir un retard en el desenvolupament d'aquest esport, que es va estendre per més de 50 anys. Austràlia així comença a participar en cert nivell internacional en les classificatòries per a la Copa del Món de Futbol de 1966. No obstant això, aquest torneig va estar summament enfocat en els equips europeus i sud-americans, pel que van ser atorgats pocs contingents a països d'altres continents. Així, Austràlia hagué d'enfrontar-se a Corea del Nord, un país pràcticament sense reconeixement internacional amb el qual va deure, a més, enfrontar-se en un país tan disímil com Cambotja, triat com lloc neutral. Finalment, i a pesar de les pressions exercides pels oceànics, Corea del Nord va ser el triat per a viatjar a Anglaterra.
Austràlia, únic participant amb reals possibilitats dels països del Pacífic, va patir constantment per un sistema classificatori que no era just. Els Socceroos hagueren de jugar repesques mundialistes amb Israel (exclòs de la seua confederació pels seus problemes amb els països àrabs, en 1970), Taiwan (en 1978), a causa del rebuig de la Xina de la participació taiwanesa en les classificatòries asiàtiques) i novament Israel (durant la Revolució iraniana per al Mundial de 1982). Finalment, per a la Copa del Món de Futbol de 1986, Austràlia va poder amidar-se amb un equip almenys més proper, Nova Zelanda, temps abans que fos fundada la confederació d'Oceania, l'OFC. Durant tot aquest període de vaivens, Austràlia va poder classificar a la Copa del Món de Futbol de 1974 realitzada en Alemanya Federal, on tampoc la seua sort va variar notablement: van perdre davant els locals i l'Alemanya Democràtica i van obtenir un empat sense gols davant Xile, l'equip sud-americà utilitza freqüentment a Austràlia com espàrring, donat el futbol de caràcter més físic dels australians, que ho diferencien notòriament dels sud-americans.

## Participacions en la Copa del Món
Campions      Finalistes      Tercers      Quarts
| Historial a la Copa del Món | Historial a la Copa del Món | Historial a la Copa del Món | Historial a la Copa del Món | Historial a la Copa del Món | Historial a la Copa del Món | Historial a la Copa del Món | Historial a la Copa del Món | Historial a la Copa del Món |
| Edició                      | Ronda                       | Posició                     | PJ                          | PG                          | PE                          | PP                          | GF                          | GC                          |
| --------------------------- | --------------------------- | --------------------------- | --------------------------- | --------------------------- | --------------------------- | --------------------------- | --------------------------- | --------------------------- |
| 1930                        | No hi participà             | No hi participà             | No hi participà             | No hi participà             | No hi participà             | No hi participà             | No hi participà             | No hi participà             |
| 1934                        | No hi participà             | No hi participà             | No hi participà             | No hi participà             | No hi participà             | No hi participà             | No hi participà             | No hi participà             |
| 1938                        | No hi participà             | No hi participà             | No hi participà             | No hi participà             | No hi participà             | No hi participà             | No hi participà             | No hi participà             |
| 1950                        | No hi participà             | No hi participà             | No hi participà             | No hi participà             | No hi participà             | No hi participà             | No hi participà             | No hi participà             |
| 1954                        | No hi participà             | No hi participà             | No hi participà             | No hi participà             | No hi participà             | No hi participà             | No hi participà             | No hi participà             |
| 1958                        | No hi participà             | No hi participà             | No hi participà             | No hi participà             | No hi participà             | No hi participà             | No hi participà             | No hi participà             |
| 1962                        | No hi participà             | No hi participà             | No hi participà             | No hi participà             | No hi participà             | No hi participà             | No hi participà             | No hi participà             |
| 1966                        | No es classificà            | No es classificà            | No es classificà            | No es classificà            | No es classificà            | No es classificà            | No es classificà            | No es classificà            |
| 1970                        | No es classificà            | No es classificà            | No es classificà            | No es classificà            | No es classificà            | No es classificà            | No es classificà            | No es classificà            |
| 1974                        | Primera fase                | 14s                         | 3                           | 0                           | 1                           | 2                           | 0                           | 5                           |
| 1978                        | No es classificà            | No es classificà            | No es classificà            | No es classificà            | No es classificà            | No es classificà            | No es classificà            | No es classificà            |
| 1982                        | No es classificà            | No es classificà            | No es classificà            | No es classificà            | No es classificà            | No es classificà            | No es classificà            | No es classificà            |
| 1986                        | No es classificà            | No es classificà            | No es classificà            | No es classificà            | No es classificà            | No es classificà            | No es classificà            | No es classificà            |
| 1990                        | No es classificà            | No es classificà            | No es classificà            | No es classificà            | No es classificà            | No es classificà            | No es classificà            | No es classificà            |
| 1994                        | No es classificà            | No es classificà            | No es classificà            | No es classificà            | No es classificà            | No es classificà            | No es classificà            | No es classificà            |
| 1998                        | No es classificà            | No es classificà            | No es classificà            | No es classificà            | No es classificà            | No es classificà            | No es classificà            | No es classificà            |
| 2002                        | No es classificà            | No es classificà            | No es classificà            | No es classificà            | No es classificà            | No es classificà            | No es classificà            | No es classificà            |
| 2006                        | Vuitens de final            | 16s                         | 4                           | 1                           | 1                           | 2                           | 5                           | 6                           |
| 2010                        | Primera fase                | 21s                         | 3                           | 1                           | 1                           | 1                           | 3                           | 6                           |
| 2014                        | Primera fase                | 30s                         | 3                           | 0                           | 0                           | 3                           | 3                           | 9                           |
| 2018                        | Primera fase                | 30s                         | 3                           | 0                           | 1                           | 2                           | 2                           | 5                           |
| 2022                        | Vuitens de final            | 11s                         | 4                           | 2                           | 0                           | 2                           | 4                           | 6                           |
| 2026                        | Pendent                     | Pendent                     | Pendent                     | Pendent                     | Pendent                     | Pendent                     | Pendent                     | Pendent                     |
| 2030                        | Pendent                     | Pendent                     | Pendent                     | Pendent                     | Pendent                     | Pendent                     | Pendent                     | Pendent                     |
| 2034                        | Pendent                     | Pendent                     | Pendent                     | Pendent                     | Pendent                     | Pendent                     | Pendent                     | Pendent                     |
| Total                       | Vuitens de final            | Vuitens de final            | 20                          | 4                           | 4                           | 12                          | 17                          | 37                          |

## Jugadors

### Equip actual
Els següents 23 jugadors han estat convocats per la Copa del Món 2014
| Dorsal | Posició | Jugador                       | Data de naixement/edat | Partits | Gols | Club                     |
| ------ | ------- | ----------------------------- | ---------------------- | ------- | ---- | ------------------------ |
| 1      | GK      | Mathew Ryan                   | 8 d'abril de 1992      | 6       | 0    | Club Brugge              |
| 12     | GK      | Mitchell Langerak             | 22 d'agost de 1988     | 3       | 0    | Borussia Dortmund        |
| 18     | GK      | Eugene Galeković              | 12 de juny de 1981     | 8       | 0    | Adelaide United          |
| 2      | DF      | Ivan Franjić                  | 10 de setembre de 1987 | 8       | 0    | Brisbane Roar            |
| 3      | DF      | Jason Davidson                | 29 de juny de 1991     | 6       | 0    | Heracles Almelo          |
| 6      | DF      | Matthew Špiranović            | 27 de juny de 1988     | 17      | 0    | Western Sydney Wanderers |
| 8      | DF      | Bailey Wright                 | 28 de juliol de 1992   | 0       | 0    | Preston North End        |
| 19     | DF      | Ryan McGowan                  | 15 d'agost de 1989     | 9       | 0    | Shandong Luneng Taishan  |
| 22     | DF      | Alex Wilkinson                | 13 d'agost de 1984     | 2       | 0    | Jeonbuk Hyundai Motors   |
| 5      | MF      | Mark Milligan                 | 4 d'agost de 1985      | 28      | 2    | Melbourne Victory        |
| 10     | MF      | Ben Halloran                  | 14 de juny de 1992     | 1       | 0    | Fortuna Düsseldorf       |
| 11     | MF      | Tommy Oar                     | 10 de desembre de 1991 | 14      | 1    | Utrecht                  |
| 13     | MF      | Oliver Bozanić                | 8 de gener de 1989     | 3       | 0    | Luzern                   |
| 14     | MF      | James Troisi                  | 3 de juliol de 1988    | 10      | 1    | Melbourne Victory        |
| 15     | MF      | Mile Jedinak (captain)        | 3 d'agost de 1984      | 43      | 4    | Crystal Palace           |
| 16     | MF      | James Holland                 | 15 de maig de 1989     | 13      | 0    | Austria Wien             |
| 17     | MF      | Matt McKay                    | 11 de gener de 1983    | 46      | 1    | Brisbane Roar            |
| 20     | MF      | Dario Vidošić                 | 8 d'abril de 1987      | 22      | 2    | Sion                     |
| 21     | MF      | Massimo Luongo                | 25 de setembre de 1992 | 1       | 0    | Swindon Town             |
| 23     | MF      | Mark Bresciano (vice-captain) | 11 de febrer de 1980   | 73      | 13   | Al-Gharafa               |
| 4      | FW      | Tim Cahill (vice-captain)     | 6 de desembre de 1979  | 68      | 32   | New York Red Bulls       |
| 7      | FW      | Mathew Leckie                 | 4 de febrer de 1991    | 7       | 1    | FSV Frankfurt            |
| 9      | FW      | Adam Taggart                  | 2 de juny de 1993      | 4       | 3    | Newcastle Jets           |